# Self-serving bias
Self-serving bias of zelf-dienende attributiefout is een attributiefout, cognitieve bias of vooroordeel waarbij mensen succes toeschrijven aan interne factoren (interne attributie) zoals eigen capaciteiten of talenten, terwijl ze hun falen aan externe factoren toeschrijven (externe attributie) zoals de omstandigheden of fouten van anderen. Deze term uit de sociale psychologie maakt deel uit van de attributietheorie.
Als iemand bijvoorbeeld een goed resultaat haalt voor een test, dan zal diegene dit verklaren door de eigen intelligentie of het eigen vermogen om te studeren. Is het resultaat van de test daarentegen negatief, dan zal de persoon dit wijten aan zaken als slechte vraagstelling, storende of afleidende factoren.
Het attributie-effect is ook te zien als een onderzoeker een groep mensen vraagt hun capaciteiten voor het verrichten voor een bepaalde taak (bijvoorbeeld autorijden) in te schatten ten opzichte van de andere groepsleden. Vaak geeft een meerderheid aan over bovengemiddelde capaciteiten te beschikken. Bij een normale verdeling van de capaciteiten is dat statistisch onmogelijk.
Bij hulpverleners komt het voor dat ze de verantwoordelijkheid voor genezing accepteren en toeschrijven aan hun therapie, interventie of geneeskunde. Iedereen vindt zichzelf effectief en belangrijk hierin. Als het misgaat met een behandeling, wordt dit ook hier vaak geweten aan omstandigheden die buiten de mogelijkheden van de behandelaar liggen en vaak wordt de verantwoordelijkheid afgewezen.
Sommige mensen maken (doorgaans onbewust) gebruik van externe attributie door van tevoren de situatie zo in te kleden dat deze later als excuus kan worden gebruikt. Een voorbeeld is een leerling die te weinig tijd aan het schoolwerk besteedt. Als toch een voldoende voor een test wordt behaald, zal dit toegeschreven worden aan de eigen intelligentie; bij een onvoldoende wordt gewezen op het gebrek aan voorbereiding, zodat het niet aan de eigen intelligentie kan liggen.